# Стайнова къща
Стайновата къща или къщата на семейство Стайнови е една от най-впечатляващите сгради в Пловдив, построена на върха на Таксим тепе по проект на архитект Светослав Грозев между двете световни войни в стила на модернизма. Тя е наричана и „Баухаус“, заради видимите влияния от немската архитектурна школа върху пловдивския архитект.

## История
В края на 1920-те Стайно Стайнов от Казанлък, брат на композитора Петко Стайнов, се установява в Пловдив, за да основе и управлява клона на семейното акционерно дружество за вълнени прежди „Брастай“ (Братя Стайнови). Магазинът му се е намирал на улица „Княз Александър I” (бившия „Нармаг“). Бизнесът му бързо потръгва и до 1934 г. вече той е достатъчно успешен, че да си построи прекрасната къща на върха на Таксим тепе. Къщата е издигнатата в периода 1934-35 г. по проект на архитект Светослав Грозев, завършил образованието си в Берлин. Нейното разположение я прави забележима от много места на града.
След 1944 г. бизнесът на Братя Стайнови е национализиран. Къщата е оставена на фамилията, но поддръжката ѝ става трудна. Къщата е продадена в началото на 1990-те и оттогава дълги години е оставена без никаква поддръжка. През 1998 г. къщата е обявена за паметник на културата от местно значение. През 2019 г. тя е реставрирана.

## Описание
Къщата на Стайнов следва ясна функционална система - стоманобетонна конструкция я оформя за нейната функция, екстериорът е изчистен, лаконичен, елегантен и изразителен. Фасадите са асиметрични. Лентовидното остъкляване от юг е приложено не само от естетически съображения, а и от чисто утилитарни. То осигурява по-добро осветление на помещенията и подсилва хоризонталността на обемите ѝ. Плоският използваем покрив и просторните тераси изчистват формите на къщата; строгата геометрия е разчупена от вертикалните прозорци на стълбищата, които са издължени и засводени. Обемно-пластичното изграждане създава запомнящия се силует на един от най-впечатляващите образци на ранния модернизъм в България.